# Amorphophallus erythrororrhachis
Amorphophallus erythrororrhachis är en kallaväxtart som beskrevs av Hett., Pronk och R.Kaufmann. Amorphophallus erythrororrhachis ingår i släktet Amorphophallus och familjen kallaväxter. Inga underarter finns listade.